# Gevlekte moeraswolfspin
De gevlekte moeraswolfspin (Hygrolycosa rubrofasciata) is een spinnensoort in de taxonomische indeling van de wolfspinnen (Lycosidae).
Het dier behoort tot het geslacht Hygrolycosa. De wetenschappelijke naam van de soort werd voor het eerst geldig gepubliceerd in 1865 door Ohlert.